# Euophrys melanoleuca
Euophrys melanoleuca là một loài nhện trong họ Salticidae.
Loài này thuộc chi Euophrys. Euophrys melanoleuca được Cândido Firmino de Mello-Leitão miêu tả năm 1944.